# Danmarks Forsorgsmuseum
Danmarks Forsorgsmuseum ist Teil des Svendborg Museum in der dänischen Stadt Svendborg.

## Namen und Lage
Das Museum befindet sich in der ehemaligen Fattig- og Arbejdsanstalt (deutsch Armen- und Arbeitsanstalt ). Der Gebäudekomplex von 1872 wurde damals als hochmoderne und zukunftsorientierte Lösung in Betrieb genommen, um den Armen der Stadt zu helfen. 1933 wurden die Fattig- og Arbejdsanstalt zur Arbejdsanstalten Viebæltegaard und 1961 in Forsorgshjemmet Viebæltegaard umbenannt. In diesem Jahr verschwand der bis dahin das Gelände umgebende Stacheldraht und die persönlichen Einschränkungen der Bewohner wurden durch das Forsorgsloven 1961 (deutsch Versorgungsgesetz 1961) aufgehoben. 1974 wurde das Haus nach dem Umzug der letzten Bewohner in andere Pflegeheime geschlossen.
Um die Gebäude vor dem Abriss zu bewahren, übernahm sie die Stadt, um ein Museum einzurichten. Dieses wurde 2002 eröffnet. Die Gebäude stehen unter Denkmalschutz.
Das Forsorgsmuseum ist ein sozialhistorisches Museum, das hauptsächlich die Geschichte der Pflege und Gesundheitsvorsorge in Dänemark aufzeigt. Die verschiedenen Ausstellungen zeigen, wie die Gemeinschaft ihre Allerschwächsten, bedroht durch Obdachlosigkeit und soziale Ausgrenzung, Kinder wie Erwachsene, behandelt hat.
Sie erzählen von den Menschen auf der Schattenseite des Lebens und davon, was Wohlfahrtsstaat und Privatleute getan haben, um ihnen mit diesem Armenhaus zu helfen.

## Geschichte
Im Mittelalter waren die Mönche in den Klöstern und selbständige Stiftungen für die Pflege der Armen zuständig. Im 18. Jahrhundert kam der Gedanke auf, dass staatliche Stellen diese Aufgabe übernehmen sollte.
1834 eröffnete Svendborg das erste Armenhaus in der Bagergade. Es war ein kleines Stadthaus, in dem arme Leute als Gegenleistung für ihr Essen arbeiten konnten. Bereits vier Jahre später wurde in der Fruestræde ein neues Armenhaus eröffnet, da das Haus in der Bagergade zu klein geworden war.
Das Armenhaus in der Fruestræde war bedeutend größer und hatte die gleiche Funktion wie in der Bagergade: Arbeiten und Essen. Die Menschen arbeiteten an Webstühlen, um Geld mit dem Verkauf ihrer Produkte zu verdienen. Es stellte sich jedoch heraus, dass der ursprüngliche Gedanke keinen Erfolg hatte: Die Armen gingen am Ende des Tages zu sich nach Hause und gaben ihr Geld für Alkohol aus. Es gab keine Kontrolle.

## Fattiggården
Der Architekt Jens Juel Eckers erstellte den Plan von Fattiggården 1871. Offiziell wurde Fattiggården nie als Armenhaus bezeichnet.

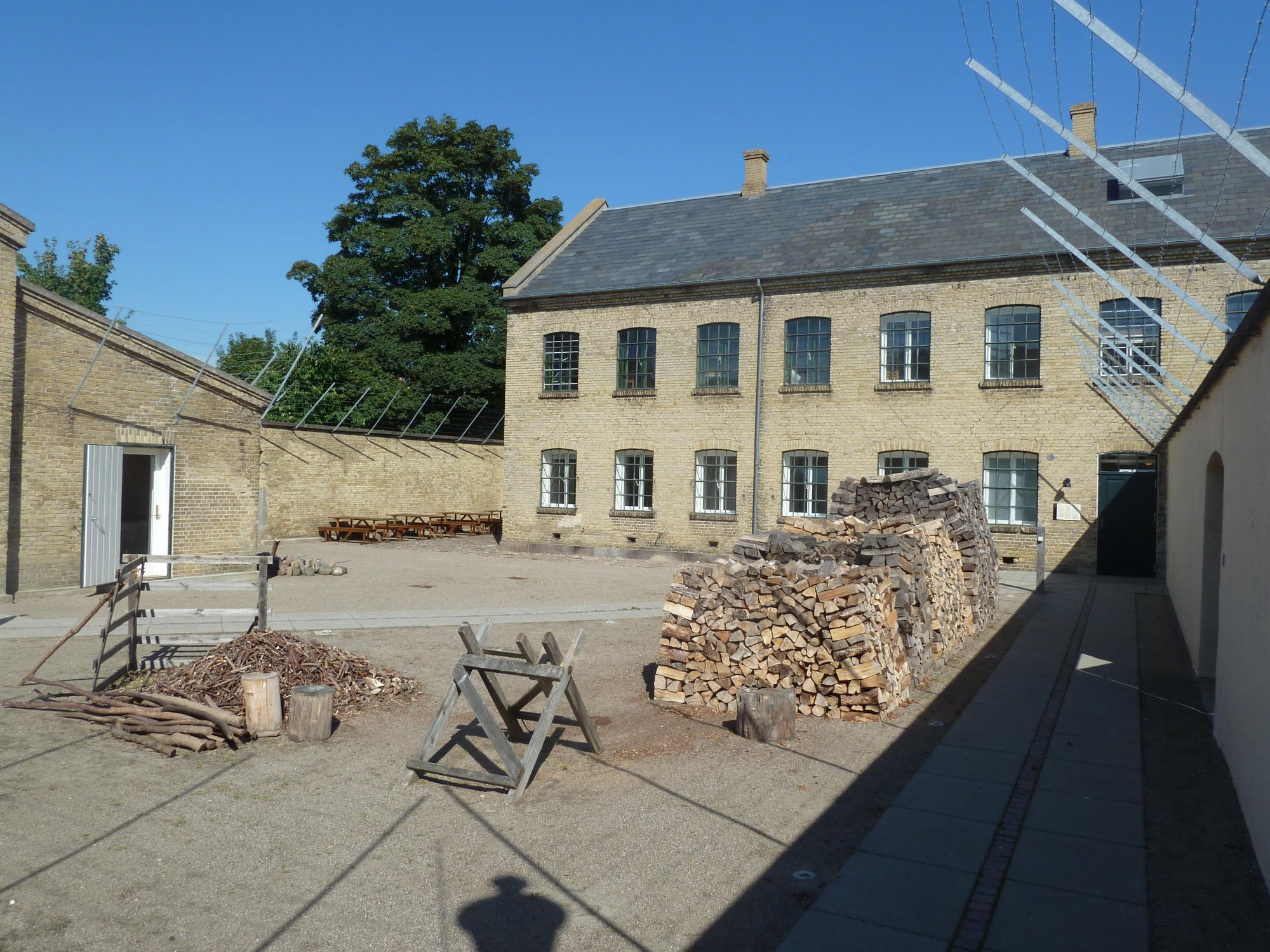
Innenhof

Der entscheidende Unterschied zwischen dem neuen und dem alten Armenhaus bestand darin, dass die Armen darin lebten, arbeiteten und schliefen. So standen sie unter ständiger Aufsicht. Das regelmäßige tägliche Leben sollte ihnen helfen, ihren Lebensstil zu verändern.
Fattiggården  wurde gebaut, um die Armen von faulen Bettlern zu trennen und diese zu guten Bürgern zu verändern. Die Armen wurden in zwei Arten geteilt: die „Würdigen“ (dänisch værdige) und die „Unwürdigen“ (dänisch uværdige). Beide Gruppen besaßen eigene Abteilungen, getrennt durch Mauern.
Zwischen den beiden Gebäuden befand sich eine hohe Mauer, es herrschte eine strenge Hierarchie innerhalb dieser Mauern. Die Würdigen lebten in der Vorsorgeabteilung und die Unwürdigen in der Arbeitsanstalt.
Die unwürdigen Armen waren arbeitsfähige Männer und Frauen, die keine Entschuldigung für ihre selbstverschuldete Armut hatten. Die Verordnungen von 1872 sagen, dass die Unwürdigen „arbeitsfähige, aber faule und unwillige Subjekte“ seien, die mit „fester Hand“ geführt werden sollten. Zu den Unwürdigen hörten auch „lose Frauen, Obdachlose und Bettler“. Die Abteilung war nach Geschlechtern getrennt. Die Fenster waren vergittert und die Mauern mit Stacheldraht versehen.
Die Würdigen waren die Alten und die Kranken, die sich nicht mehr selbst versorgen konnten. Sie waren „richtig und würdig“ und wenn sie gute Argumente für ihre Armut hatten, bekamen sie bessere Lebensbedingungen. Sie mussten noch arbeiten, aber für sie gab es keine Fenstergitter. Alte Ehepaare konnten zusammenleben.
Die Schlafkammern der Würdigen waren im ersten Stock und hatten Fenster mit Blick auf die Stadt. Der Gang in ihrer Abteilung lief an den Fenstern zu den Höfen entlang. Bei den Unwürdigen war es umgekehrt. Aus ihren Schlafkammern schauten sie in die Höfe.
Ein Aufenthalt im Armenhaus war für beiden Gruppen mit großer Schande verbunden, und jeder versuchte ihn zu vermeiden. Der Ort sollte abschreckend sein, deshalb kamen die Armen nur, wenn sie wirklich öffentliche Unterstützung brauchten.
Mit einem Aufenthalt in Fattiggården verloren die Bewohner das Recht, zu heiraten, wen sie wollten. Sie durften bei den Parlamentswahlen nicht wählen und nichts besitzen.
Die Umerziehung, die die Täter durchmachen sollten, sollte sowohl durch Arbeit als auch durch den christlichen Glauben geschehen. Deshalb hatte der Fattiggården eine eigene Kirche, die diese Aufgabe bewältigen konnte. Neben der Kirche gab es einen Schweinestall und einen großen Gemüsegarten. Der Fattiggården sollte so autark wie möglich sein, damit er für die Gemeinde keine finanzielle Belastung bedeutete.

## Museum
Seit 1974 besitzt das Svendborg Museum die Gebäude am Grubbemøllevej. Das Forsmorgsmuseet besteht aus zwei großen Gebäuden mit Ausstellung, Kirchensaal und Kapelle sowie drei Wirtschaftsbereichen, die aus historischer Zeit mit Stacheldraht eingezäunt sind. Ein weiteres Gebäude wird für die Verwaltung des Svendborg Museum sowie für Svendborg Byhistoriske Arkiv (Stadthistorisches Archiv der Stadt Svendborg) und Svendborg Søfartsarkiv (Seefahrtsarchiv der Stadt Svendborg) genutzt.